# Antozola
Antozola là một chi bướm đêm thuộc họ Geometridae. Nó được Claude Herbulot miêu tả năm 1992.